# آزادی از دست‌رفته لوک
آزادی از دست‌رفتهٔ لوک (انگلیسی: Luke's Lost Liberty) یک فیلم کمدی صامت کوتاه به کارگردانی هال روچ است که در سال ۱۹۱۷ منتشر شد.

## بازیگران
- هارولد لوید
- اسناب پالرد
- ببه دنیلز
- باد جیمیسون
- سمی بروکس
- چارلز استیونسون
- ارل موهان
- جک پرین
- سیدنی دی گری